# Ernährungsstörung
Als Adalbert Czerny und Arthur Keller 1906 den Begriff der „Ernährungsstörung“ prägten, war die mangelhafte Versorgung weiter Teile der Bevölkerung mit Nahrung ein Problem. Heute wird der Begriff der Ernährungsstörung uneinheitlich gebraucht. Teilweise werden verschiedene Krankheiten zusammengefasst, die im weitesten Sinne mit der Nahrungsaufnahme verbunden sind. So werden Zustände der Über- und Unterversorgung dazugerechnet, ebenso wie Behinderungen beim Kauen und Schlucken und Störungen der Nahrungsverarbeitung. Störungen der Nahrungsaufnahme aus psychischen Gründen werden meist als Essstörung bezeichnet.

## Klassifikation
Im ICD–11 wird im Kapitel 05 zu den Ernährungsstörungen lediglich die Unterernährung und die Adipositas als Folge der Überernährung gezählt. Hierbei bedeutet die Unterernährung, dass die Zufuhr von Nährstoffen den Bedarf nicht deckt. Bei der Überernährung ist es umgekehrt. Der Schlüssel ICD–11 5B54 Untergewicht bei Erwachsenen definiert die Grenze bei einem Body-Mass-Index (BMI) von kleiner als 18,5. Demgegenüber wird der Bereich BMI 25,0 – 29,9 als Präadipositas bezeichnet und Werte größer als 30,0 als Adipositas. Bei ausreichendem Nahrungsangebot ist die Unterernährung meist die Folge von chronischen Grunderkrankungen.

## Ursachen der Unterernährung
Global gesehen ist die wichtigste Ursache das unzureichende Vorhandensein von Nahrung in ausreichender Qualität. Laut Statistischem Bundesamt haben 2021 weltweit 768 Millionen Menschen nicht genug zu essen.
Unterernährung, die ihre Ursache in einer chronischen Grunderkrankung hat, wird oft auch als Mangelernährung oder Malnutrition bezeichnet. Hierzu gehören Störungen bei der Nahrungsaufnahme und -verwertung. Sie entstehen bei Kau- und Schluckstörungen, Verengungen des Verdauungstraktes (Passagehindernisse) oder der Malabsorption (z. B. Fruktosemalabsorption), bei der Nährstoffe vermindert oder gar nicht aufgenommen werden.
Häufig kommen bei älteren Leuten Ernährungsstörungen vor, die einerseits durch wenig empfundenes Hungergefühl und häufiger noch durch schlecht sitzende Zahnprothesen bedingt sind. Diese Leute können innerhalb unserer Wohlstandsgesellschaft verhungern, weil sie kaum mehr Interesse daran haben, etwas zu essen. 
Ein weiterer wichtiger Aspekt sind Therapienebenwirkungen. Krebserkrankungen führen an sich oft schon zu Gewichtsverlust. Zytostatika und Radiochemotherapie verstärken diesen Effekt noch.